# 1835 au Canada
Pour un article plus général, voir Chronologie du Canada.
Cet article traite des événements qui se sont produits durant l'année 1835 au Canada.

## Événements

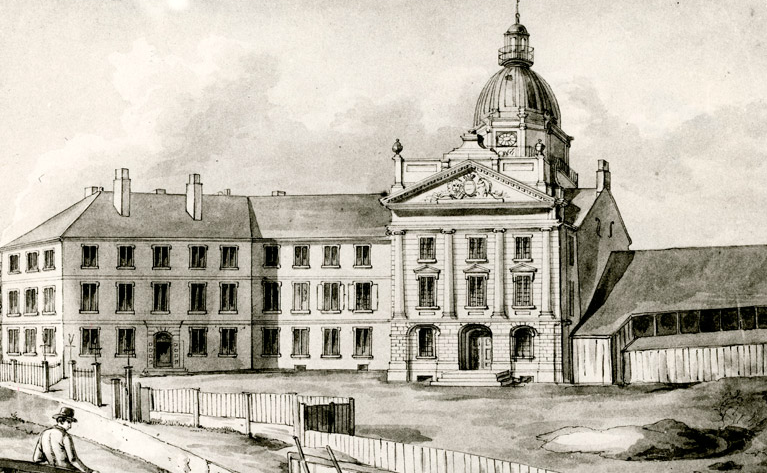
Parlement du Bas-Canada

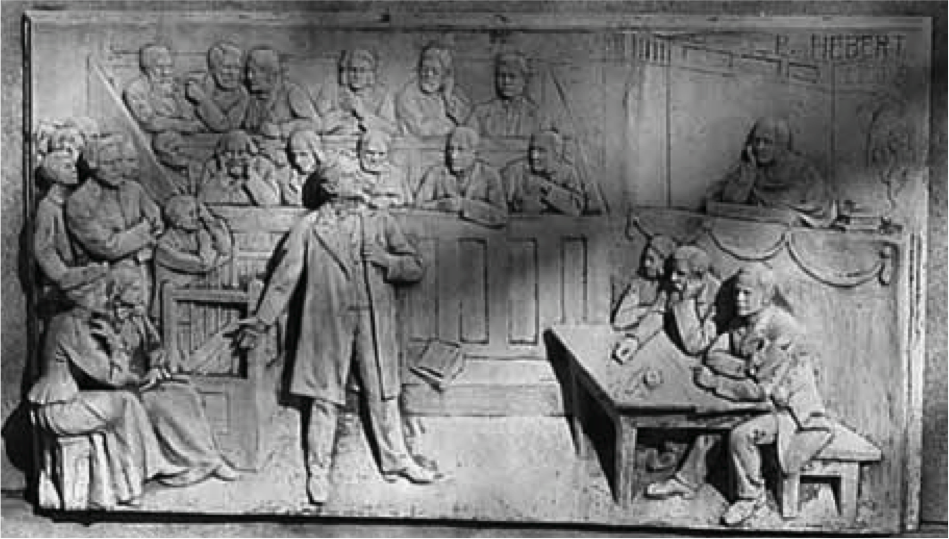
Procès de Joseph Howe en Nouvelle-Écosse

- 15 janvier : début du douzième parlement du Haut-Canada (en).
- 20 janvier : début de la Onzième législature du Nouveau-Brunswick (en).
- 26 janvier : Début de la Quatorzième assemblée générale de l'Île-du-Prince-Édouard (en).
- 3 mars : Joseph Howe est accusé de libelle diffamatoire contre les autorités du gouvernement de la Nouvelle-Écosse. Un procès est intenté contre lui. Il sera rapidement acquitté. Ce fut une victoire pour la Liberté de presse.
- 21 mars : début de la Quinzième législature du Bas-Canada.
- 1 juin : ouverture du Pénitencier de Kingston.
- 24 août : Archibald Acheson comte de Gosford devient gouverneur général du Canada. Il met sur pied la « commission royale d'enquête sur toutes les peines affectant les sujets de Sa Majesté dans le Bas-Canada ». (Issu de l'article Canada).
- Construcrion du Chemin de fer Champlain et Saint-Laurent reliant Laprairie à Saint-Jean-sur-Richelieu. C'est le premier chemin de fer au Canada.

## Naissances
- x

## Décès
- x